# Todd Duffey
Todd Duffey est un acteur américain né le 9 avril 1974 à Raleigh, Caroline du Nord (États-Unis).

## Filmographie

### Télévision
- 1992 : Barney (Barney & Friends) (série TV) : Scooter McNutty (voix)
- 1995 : Seulement par amour (en) (In the Name of Love: A Texas Tragedy) (téléfilm) : Davey Coombs

### Cinéma
- 1990 : Across Five Aprils : Jethro Creighton
- 1996 : État de force : Young Joseph
- 1999 : 35 heures, c'est déjà trop (Office Space) : Brian, Chotchkie's Waiter
- 2000 : The Black Rose : Kyle
- 2002 : Buttleman : Harold's Boss
- 2003 : A Whiter Shade of Loud : Male Student
- 2003 : Burning Annie : Tommy
- 2004 : The SpongeBob SquarePants Movie : Concession Guy
- 2005 : Slaughterhouse of the Rising Sun : Robert Lewis